# Lefka Ori

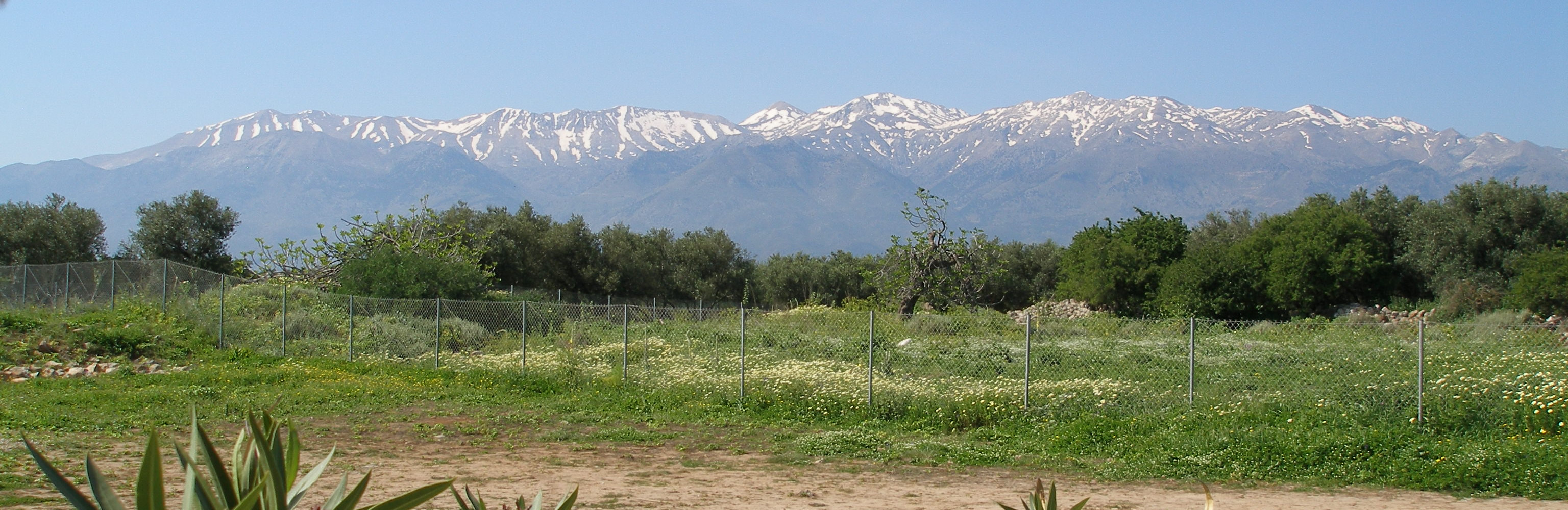
Blick über die Lefka Ori von Aptera; nördlich gelegen

Die Lefka Ori (griechisch Λευκά Όρη, zu deutsch die  Weißen Berge, griechisch auch Madares (Μαδάρες) genannt) sind das flächenmäßig größte Gebirgsmassiv auf der griechischen Insel Kreta. Ihr höchster Gipfel, der Pachnes, ist mit 2453 m nur drei Meter niedriger als der des Psiloritis-Massivs weiter im Osten Kretas. Die zentrale Gipfelregion der Lefka Ori zählt zu den wenigen europäischen Wüstengebieten.

## Geografie
Die Lefka Ori liegen in Westkreta, südlich der Stadt Chania. Das Gebirgsmassiv misst in Ost-West-Ausdehnung fast 30 km, vom Beginn seiner Nordhänge bis zur Südküste Kretas sind es 20 km. Fast das gesamte Bergmassiv gehört zur heutigen Gemeinde und historischen Region Sfakia.
Fast 50 Gipfel der Lefka Ori sind höher als 2000 m, sie umschließen über 20 größere Schluchten, am bekanntesten davon ist die 13 km lange Samaria-Schlucht, die, bei Xyloskalo beginnend, sich tief in den Westteil des Gebirges einschneidet und bei Agia Roumeli am Libyschen Meer endet. Im Nordwesten umschließen die Lefka Ori die Omalos-Hochebene, die zweitgrößte Hochebene Kretas.

### Die Hochwüste
Der zentrale Teil der Lefka Ori bildet mit fast durchgängigen Höhen von über 2000 m eine edaphische Hochwüste (gr. Ορεινή Έρημος, ‚Bergwüste‘). Zwar fallen besonders zur kalten Jahreszeit ausreichend Niederschläge, doch mit der Schneeschmelze versickert alles Wasser sofort im Boden, so dass die normalerweise in dieser Höhe zu findende Vegetation (wie zum Beispiel im gleich hohen benachbarten Idagebirge) nicht gedeihen kann. Der kristalline Kalkstein dieses Gebietes ist extrem erosionsanfällig und verwittert schnell auf Sandkorngröße, was zur Bildung einer von konischen Hügeln und Dolinen durchsetzten und in der nördlichen Hemisphäre einzigartigen Landschaft geführt hat. Rackham und Moody vergleichen sie mit eisfreien Landschaften der Antarktis und stellen die auffällige Neigung der Hügel und Senken von einheitlichen 32° heraus. Noch zu Beginn des 20. Jahrhunderts war diese unzugängliche Gegend so wenig erforscht, dass nicht sicher war, welches der höchste Gipfel des Bergmassivs ist. Erste Forscher in diesem Gebiet waren Botaniker, die sich für die rare Vegetation der Hochwüste interessierten, die sich zu über fünfzig Prozent aus nur hier vorkommenden (endemischen) Pflanzenarten zusammensetzt.

### Die Madares
Der Gipfelbereich der Lefka Ori ist im Norden und Osten in den Höhenregionen oberhalb der Baumgrenze zwischen 1600 und 2000 Metern von einer spärlich bewachsenen Landschaft umgeben, die in den Sommermonaten eine bescheidene Weidewirtschaft ohne Zufütterung zulässt: den Madares (Μαδάρες). Auch dieses felsige Gebiet ohne spektakuläre Felsgrate oder Schluchten ist von Sinklöchern durchsetzt, teilweise von der Größe einer kleinen Hochebene (z. B. Livádas). Geologisch basieren die Madares auf Plattenkalk, welcher nicht so schnell erodiert wie der kristalline Kalk der Hochwüste und damit bessere Wuchsmöglichkeiten für Pflanzen bietet. Die Madares sind die höchstgelegene Kulturlandschaft Kretas. In der Katsiveli-Senke findet man noch auf 1940 Metern Höhe Zeugnisse ehemaliger Kultivierung wie Einhegungen und Mauern. In manchen der größeren Sinklöcher wurden noch bis in die 1950er Jahre Kartoffeln angebaut.

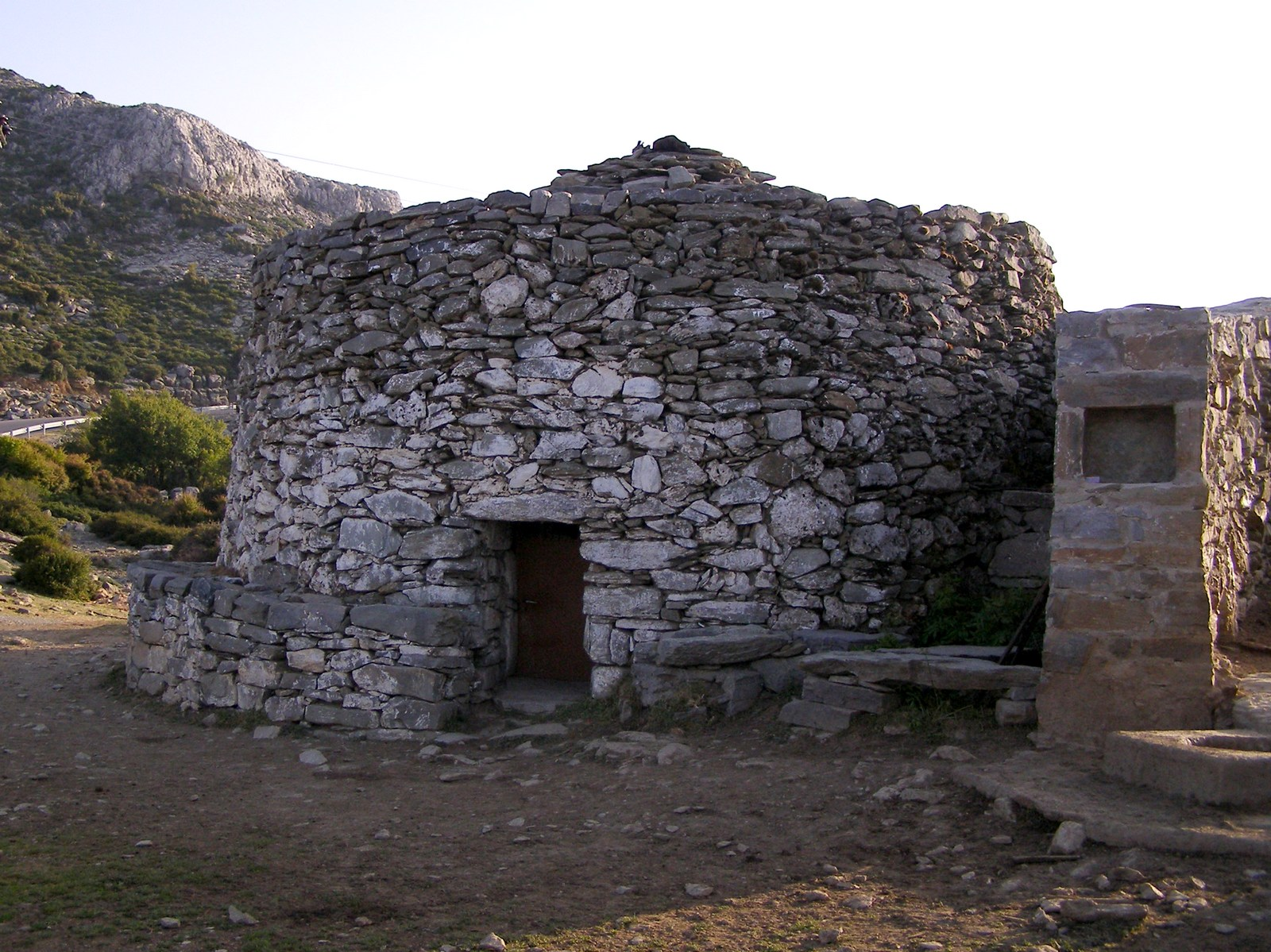
Ein gut erhaltenes Mitato

Vorherrschendes Bauwerk in den Madares ist das sogenannte Mitato (μιτάτο, plural μιτάτα), welches als Unterkunft für die Schäfer und vor allem zur Käseherstellung diente. Die Mitata sind ohne Mörtel aus Natursteinen aufgeschichtet und haben einen runden Grundriss. Das Dach wird als trägerfreie Gewölbekonstruktion aus überlappenden flachen Steinen gelegt, was die mögliche Größe eines Mitato konstruktiv begrenzt. Meist sind mehrere Mitata nah beieinander gebaut und umgeben von steinernen Schafsgehegen.
Die Käseherstellung war früher die Hauptbeschäftigung der „Madarites“, bekannt ist der würzige sfakiotische Graviera oder der Weichkäse Myzithra. In den Mitata wurde die Milch gekocht, der Käse geformt, getrocknet und gelagert. Die Käsesorten der Madares bekamen ihren speziellen Geschmack dadurch, dass die Schafe in den Höhenlagen fast nur würzige Kräuter fressen konnten wie zum Beispiel das Malotyra-Kraut, bekannt als „Kretischer Bergtee“.
Die Bezeichnung Madares leitet sich vom altgriechischen μαδαρός ab, was „nackt“ oder „gerupft“ bedeutet, hier wohl im Sinne von „frei von Bäumen“.  Sie wird von der einheimischen Bevölkerung gelegentlich auch als Bezeichnung für den gesamten Gebirgsstock der Lefka Ori, also als Synonym verwendet. Das Gebirge wird demnach nach der Region bezeichnet, die für die Weidewirtschaft betreibenden Menschen die wichtigste war . In dieser Bedeutung ist der Begriff auch in die Namensgebung des Gastronomiegewerbes eingegangen („Hotel Madhares“). Eine weitere abweichende Verwendung des Begriffs findet sich im Reise- und Touristikbereich: Hier werden oft die beweideten Gebiete und die Hochwüste zusammen als Madares bezeichnet, teilweise sogar nur die Hochwüste, letzteres ist eine klare Fehlverwendung („Durchquerung der Madares“).

## Geologie
Die Weißen Berge entstanden wie alle Gebirge Kretas und des Südägäischen Inselbogens in der erdgeschichtlichen Periode des frühen Tertiär infolge der Alpidischen Gebirgsbildung. Sie bestehen hauptsächlich aus Kalkstein. Ehemals nebeneinander geschichtete Ablagerungen wurden übereinander geschoben und bildeten die mächtigen Gebirgsstöcke, deren Gestein hauptsächlich aus der Plattenkalk-Serie gebildet wird, überlagert von Gesteinen der Phyllit-Quarzit-Serie, der Trypali-Serie, der Pindos-Serie und schließlich einer Kruste aus Ophiolithen.

## Fauna, Flora und Vegetation

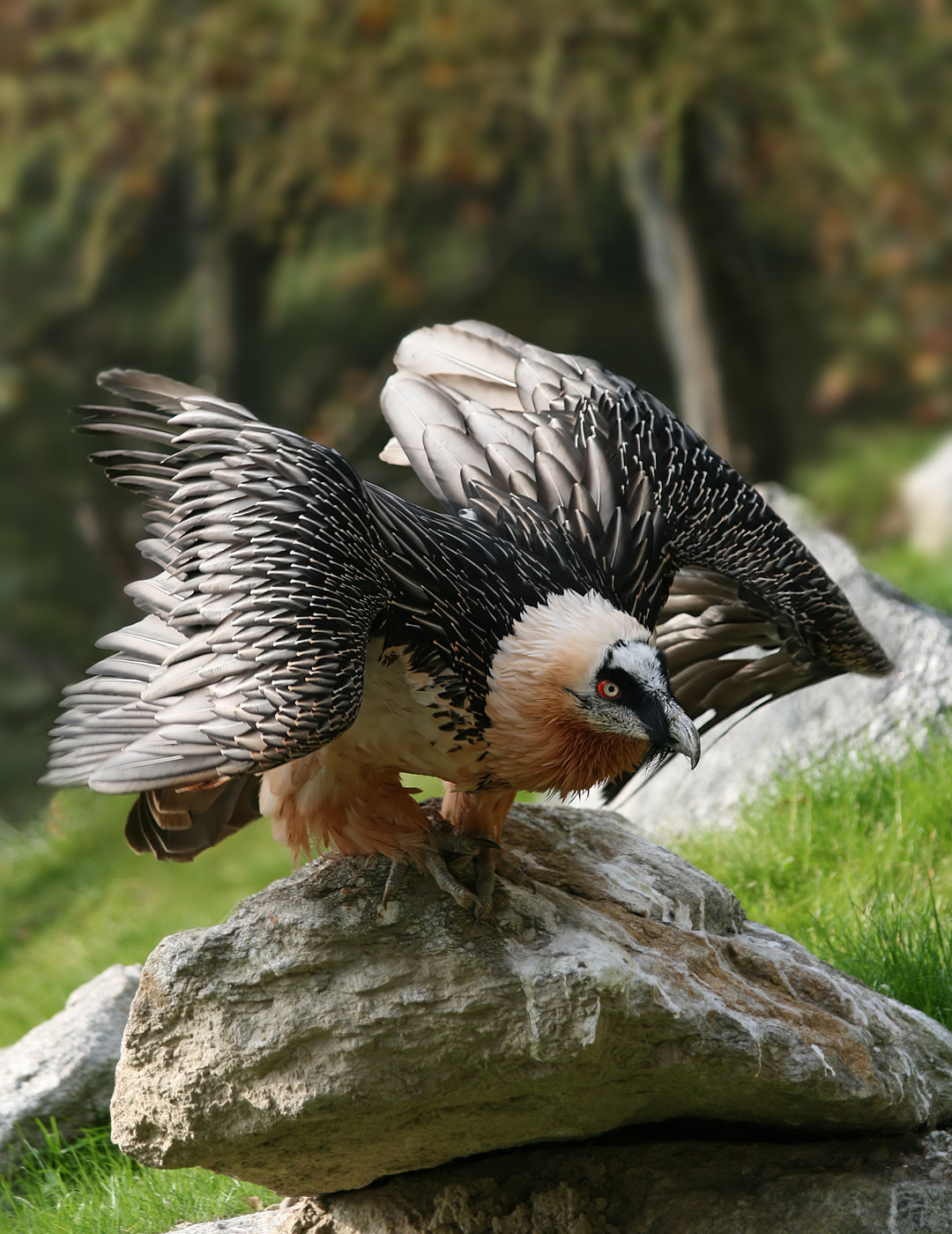
Bartgeier

In den Weißen Bergen lebt die letzte kretische Population der wilden Kri-Kri-Ziegen, besonders im Schutzgebiet an den Hängen der Samaria-Schlucht. Andere Populationen der kretischen Wildziege wurden auf kleine, Kreta vorgelagerte Inseln ausgesiedelt. Auch einige der letzten Paare der fast ausgerotteten Bartgeier brüten an den Hängen der Schluchten.
Die Lefka Ori beherbergen das größte zusammenhängende Waldgebiet Kretas. Der Baumbestand setzt sich vor allem aus Kalabrischen Kiefern (Pinus brutia) (besonders an den Süd- und Westhängen), Zypressen (Cupressus sempervirens) (vor allem im Osten) und Kretischem Ahorn (Acer sempervirens) zusammen. Auch nennenswerte Bestände an Kermes-Eichen (Quercus coccifera) sowie die seltenen Kretischen Zelkoven (Zelkova abelicea) sind zu finden. Oberhalb der Baumgrenze, die, wie auch in den anderen kretischen Gebirgen, in den Lefka Ori bei 1650 m liegt, besteht die Vegetation auf Kalkstein aus subalpinen Dornpolsterfluren mit Schmalblättriger Tragant (Astragalus angustifolius), Polster-Ochsenzunge (Anchusa cespitosa) und Mannsschild-Igelpolster (Acantholimon androsaceum). Die Hochwüste mit ihrer sehr schütteren, niedrigen Vegetation und ihrem hohen Anteil endemischer, teilweise sehr lokal verbreiteter Pflanzen ist dagegen an Dolomit gebunden. – Ein weiterer Vorkommensschwerpunkt endemischer Pflanzen sind die Wände der Schluchten, deren geschützte Lage den Pflanzen das Überleben mehrerer Klimaschwankungen ermöglichte.

## Geschichte
Keine andere Region Kretas ist so abgeschieden und unzugänglich wie die Weißen Berge, viele der Bergdörfer waren bis in jüngste Zeit nur zu Fuß oder mit Maultieren zu erreichen, die wenigen Orte an den steil abfallenden Hängen an der Südküste Kretas nur per Boot. Die Bewohner der Region, die Sfakioten, waren berüchtigt ob ihrer Wildheit und Unbeugsamkeit gegenüber äußeren Autoritäten. Die Lefka Ori waren in der Geschichte Kretas stets Rückzugsgebiet gegen äußere Eindringlinge, die Einwohner einiger Gebiete rühmen sich, nie in ihrer Geschichte fremdbeherrscht gewesen zu sein – weder unter der venezianischen, noch unter der türkischen und letztlich auch nicht unter der deutschen Besatzung. Im Zweiten Weltkrieg waren die Weißen Berge Rückzugsgebiet des kretischen Widerstandes und Versteck von britischen Agenten.
Das Gebirgsmassiv und das im Süden davon liegende Küstengebiet sind unter dem Namen Lefka Ori kai paraktia zoni (Λευκά Όρη και παράκτια ζώνη) als Natura 2000 Schutzgebiet ausgewiesen.

## Touristische Bedeutung

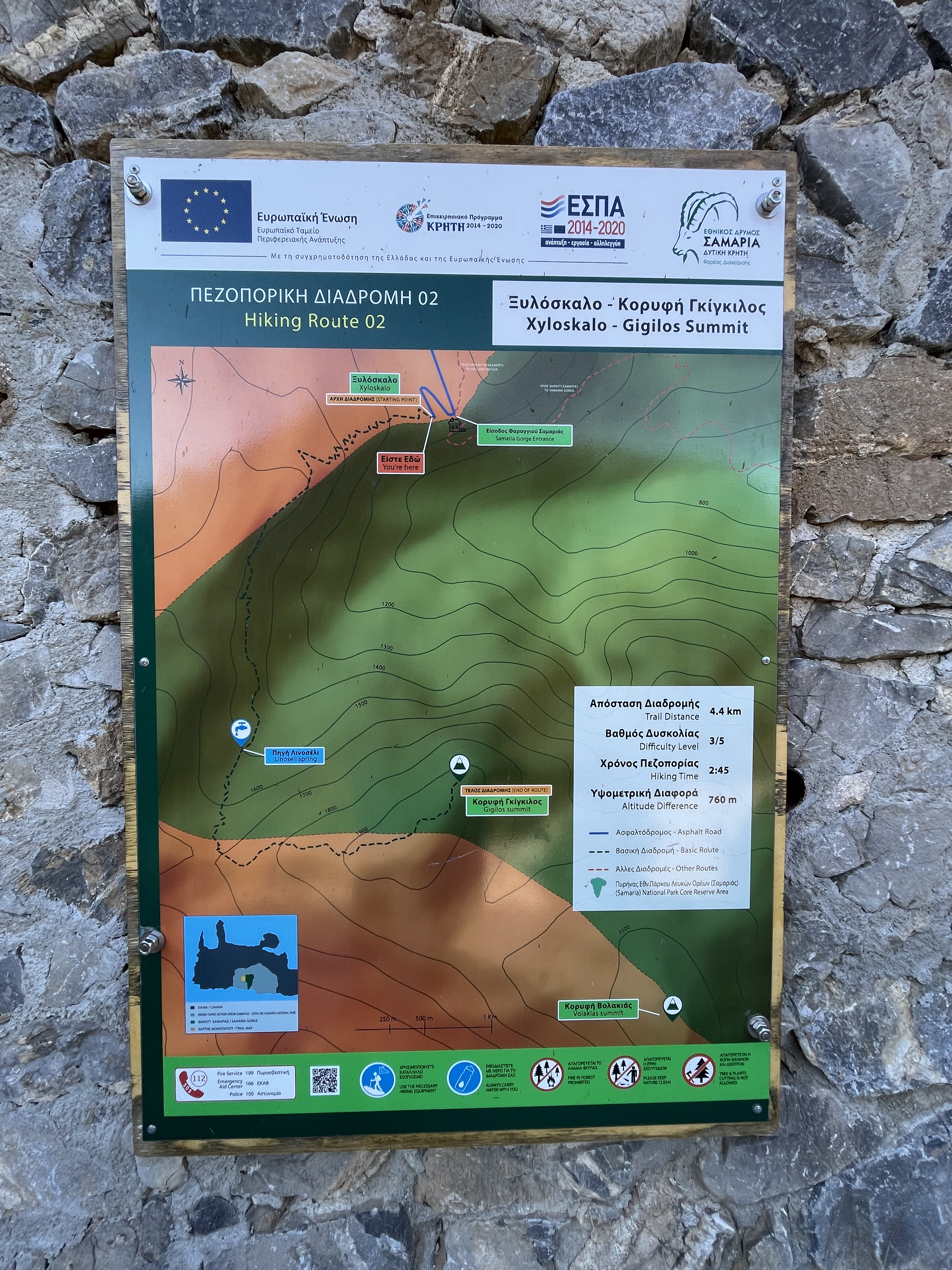
Wandertafel in Xyloskalo

Mit zahlreichen Routen für alle Schwierigkeitsgrade sind die Lefka Ori im Sommerhalbjahr eines der Hauptwandergebiete Kretas. In Höhenlagen ab 1500 m kann das Wegenetz bis in den Juni hinein unter einer geschlossenen Schneedecke liegen.

### Zugang
Das Gebirge ist durch Bergstraßen erschlossen. Die beiden gut ausgebauten Hauptrouten führen von Chania (Nordküste) und Sougia (Südküste) auf die Omalos-Hochebene und von dort nach Xyloskalo zum Eingang der Samaria-Schlucht. Seit 1962 als Nationalpark geschützt ist die Schlucht mit jährlich mehr als Hunderttausend Besuchern einer der größten touristischen Anlaufpunkte Kretas.
Wichtigste Verbindung entlang der Südabdachung der Lefka Ori ist die Straße zwischen Paleochora und Sougia. Von Chora Sfakion am Südostrand des Gebirges erreicht man an der Südseite des Pachnes die Bergdörfer Anopoli und Agios Ioannis.

### Fernwanderweg
Der Europäische Fernwanderweg E4 quert das Massiv der Weißen Berge auf ganzer Breite von Agia Irini im Westen bis Askifou im Osten. Er verläuft durch die Omalos-Hochebene, danach am nördlichen Rand des Nationalparks der Samaria-Schlucht entlang bis in die Region der Gipfel nördlich des Pachnes, von wo aus er am Gipfel des Kastro vorbei hinunter zum Plateau von Askifou führt.
Eine landschaftlich außerordentlich schöne Variante führt von Paleochora entlang der Küste über Sougia und Agia Roumeli nach Chora Sfakion.

### Berghütten

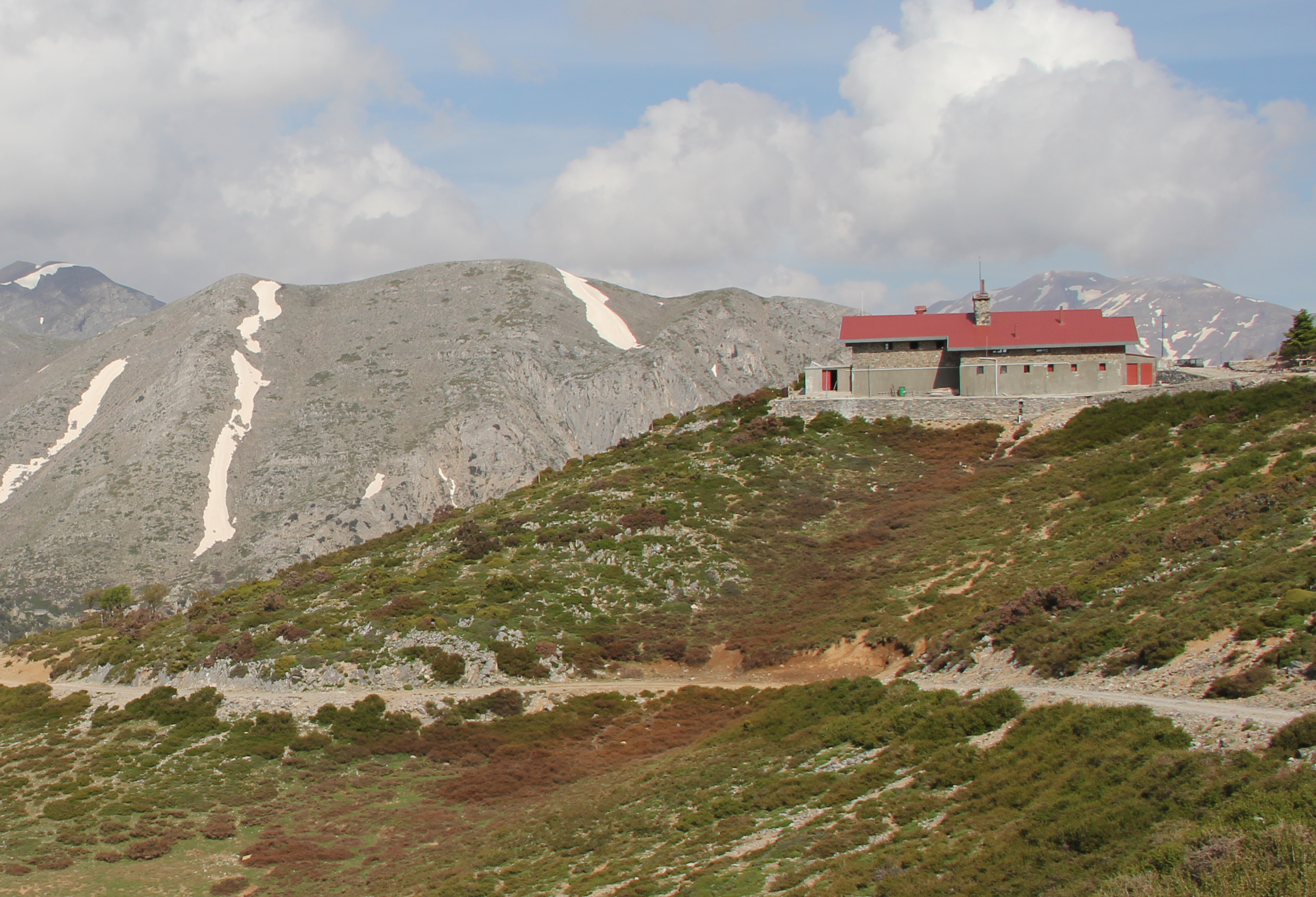
Kallergi-Hütte

Als Stützpunkte für Wanderer verwaltet die Sektion Chania des Griechischen Bergsteigerclubs (E.O.S.) in der Region vier Berghütten (Refuge): Kallergi (1650 m), Volika (1450 m), Tavri (1200 m) und Svourihti (2080 m). Die einzig bewirtschaftete davon ist die 1970 erbaute Kallergi-Hütte knapp 1,5 Gehstunden oberhalb von Xyloskalo. Sie bietet Schlafmöglichkeiten für 45 Personen.

### Wanderziele

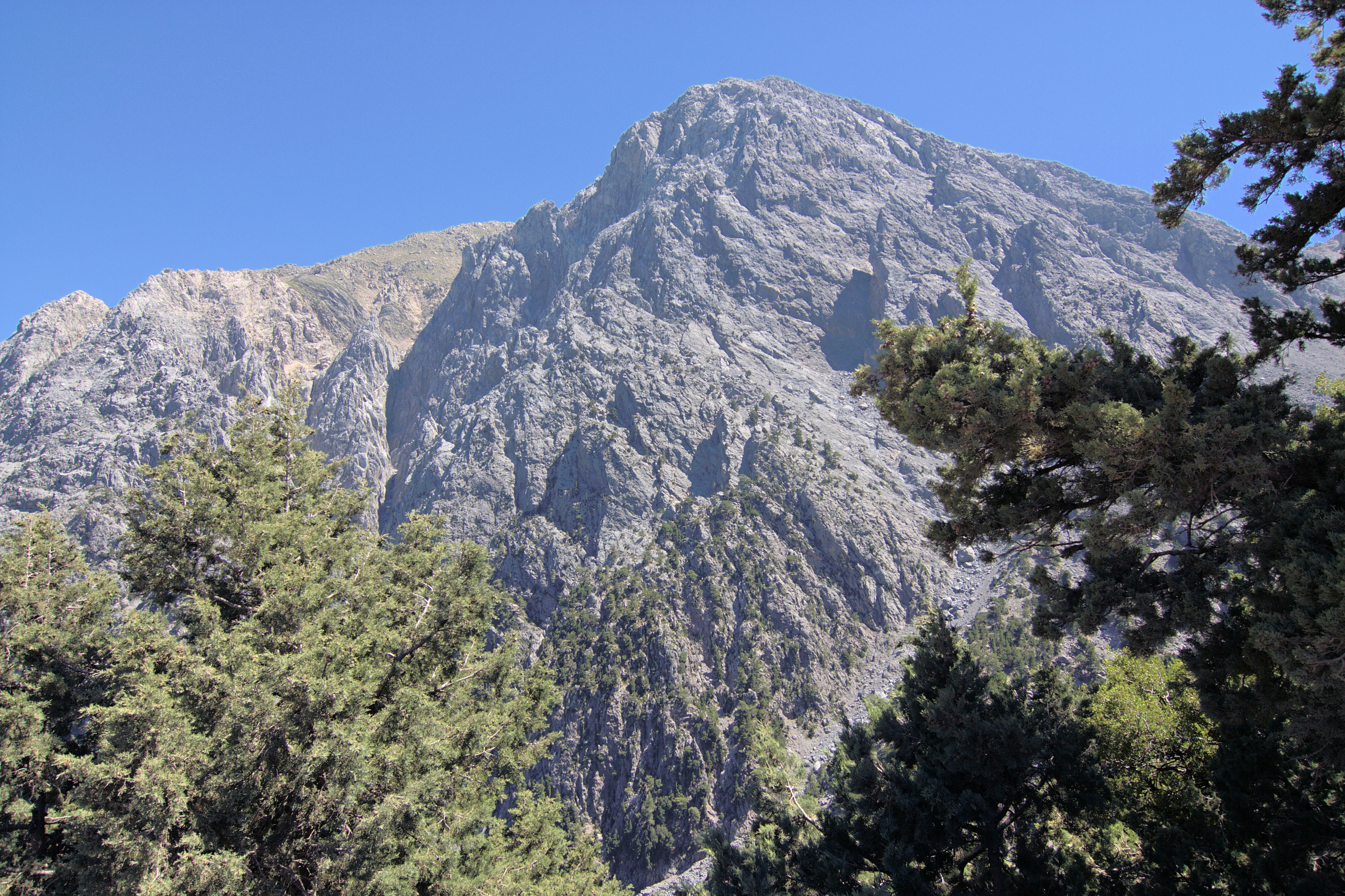
Gingilos, gesehen von Xyloskalo

Von Xyloskalo aus führen markierte Bergpfade auf Gingilos (1974 m), Volakias (2116 m) und Melindaou (2133 m), bei guter Planung können diese als Tagestour unternommen werden.

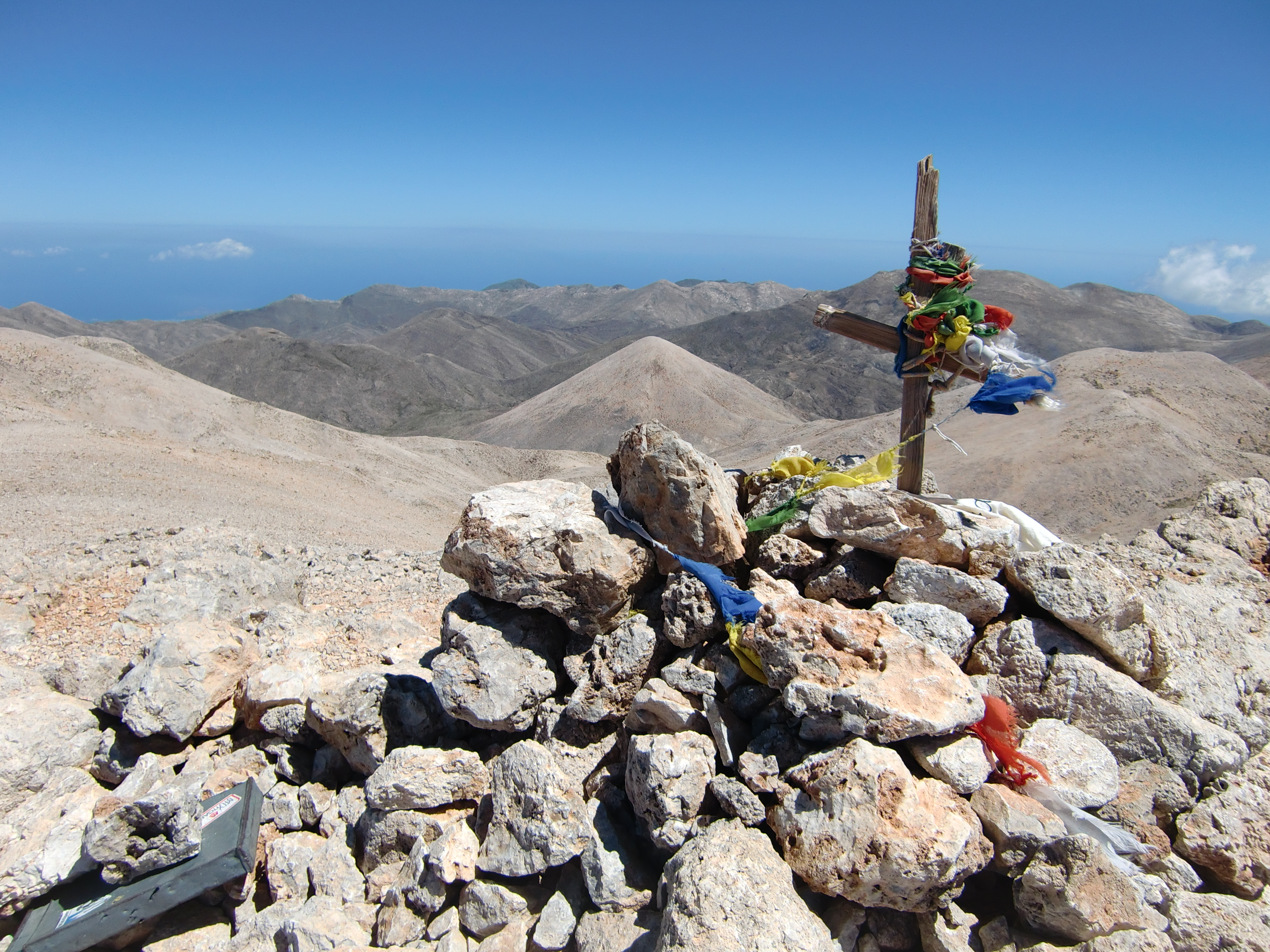
Pachnes-Gipfel

Bester Ausgangspunkt für die Besteigung des Pachnes, des höchsten Gipfels der Weißen Berge, ist das Bergdorf Anopoli (Sfakia) westlich von Chora Sfakion. Von dort aus erreicht man mit einem Allradfahrzeug auf einer 18 km langen Piste den Sattel Rousies (2140 m), von dem in gut zwei Stunden zum Pachnes aufgestiegen werden kann.
Ein leicht zugängliches Gipfelziel im Südosten der Lefka Ori ist der Papa Kefala (1015 m), er kann auf einem markierten Weg vom Bergdorf Agios Ioannis (Sfakia) in einer guten Stunde bestiegen werden. Nördlich davon führt ein Abstecher zur Kormokopos-Höhle.

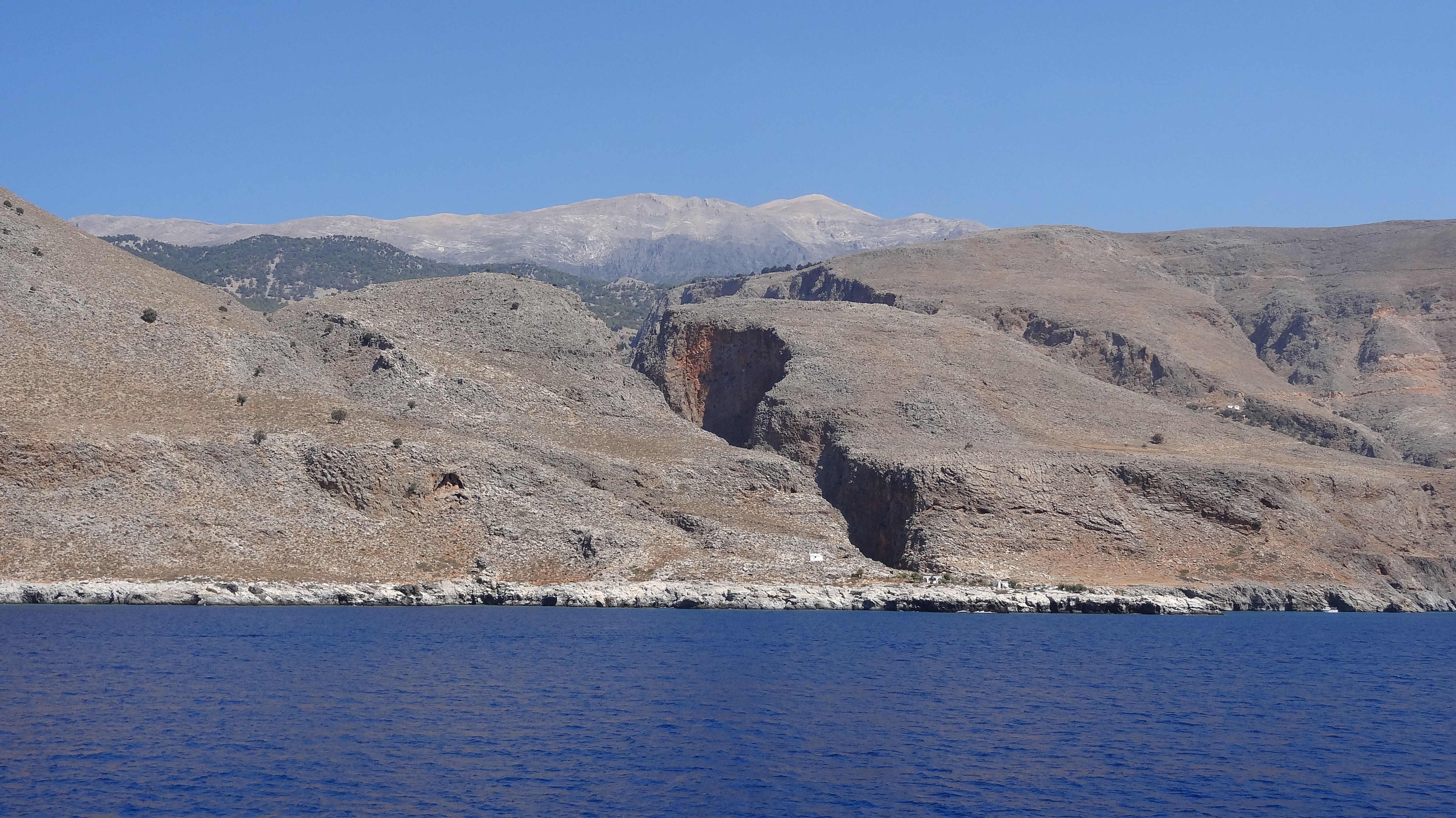
Ausgang der Aradena-Schlucht, im Hintergrund der Pachnes

Die schroff zum Libyschen Meer abfallende Südabdachung der Lefka Ori wird von zahlreichen Schluchten durchzogen. Außer der Samaria-Schlucht sind u. a. die Aradena-Schlucht, die Agia-Irini-Schlucht, die Anydri-Schlucht und die Imbros-Schlucht für Wanderer erschlossen.